# Curtis (album 50 Centa)
Curtis je treći studijski album američkog repera 50 Cent-a. Na tržište je izašao 11. rujna 2007.

## Detalji

### Naziv
Godina 2007. je bio namijenjena izlasku 50 Cent-ovog albuma „Before I Self Destruct“, a tek nakon njega „Curtis“. Ali je on odlučio zamijeniti redoslijed, pa „BeforeI Self Destruct“ će izać 2008.
Originlni naziv je bio „Curtis S.S.K.“, što je značilo „Sound Scan Killer“ ili „Shoot, Stab, Kill“ ili „SouthSide King“.

### Curtis vs. Graduation
Najveća konkurencija Curtisu je bio album Kanye West-a „Graduation“, jer u prodaju pušteni u isto vrijeme. 
50 Cent je rekao ako „ Graduation“ proda više primjeraka od “Curtisa“, da će on prestati izdavati studijske albume. No, tu je izjavu kasnije povukao.
U prvom tjednu je “Curtis“ prodao 692. 000 primjeraka, a “Graduation“ 957. 000 primjeraka.

### Singlovi
Najpoznatiji singlovi s albuma su "Straight To The Bank", "I Get Money", "Ayo Technology", "I'll Still Kill", "Amusement Park" i "Follow My Lead".

## Pjesme
| #  | Naslov                 | Producent(i)                            | Gostuju                         | Trajanje |
| -- | ---------------------- | --------------------------------------- | ------------------------------- | -------- |
| 1  | "Intro"                |                                         |                                 | 0:51     |
| 2  | "My Gun Go Off"        | Adam Reitch & Eric Krasno               |                                 | 3:12     |
| 3  | "Man Down"             | Detroit Red & Don Canon                 |                                 | 2:50     |
| 4  | "I'll Still Kill"      | DJ Khalil                               | Akon                            | 3:41     |
| 5  | "I Get Money"          | Apex                                    |                                 | 3:44     |
| 6  | "Come & Go"            | Dr. Dre                                 | Dr. Dre                         | 3:29     |
| 7  | "Ayo Technology"       | Timbaland & Danja                       | Justin Timberlake & Timbaland   | 4:08     |
| 8  | "Follow My Lead"       | Tha Bizness                             | Robin Thicke                    | 3:18     |
| 9  | "Movin' On Up"         | Jake One                                |                                 | 3:24     |
| 10 | "Straight To The Bank" | Ty Fyffe (prod additionnelle : Dr. Dre) |                                 | 3:11     |
| 11 | "Amusement Park"       | Chris Styles                            |                                 | 3:09     |
| 12 | "Fully Loaded Clip"    | Havoc                                   |                                 | 3:14     |
| 13 | "Peep Show"            | Eminem                                  | Eminem                          | 3:52     |
| 14 | "Fire"                 | Dr. Dre                                 | Nicole Scherzinger & Young Buck | 2:50     |
| 15 | "All Of Me"            | Jake One                                | Mary J. Blige                   | 3:52     |
| 16 | "Curtis 187"           | Havoc                                   |                                 | 3:58     |
| 17 | "Touch The Sky"        | K Lassik                                | Tony Yayo                       | 3:10     |